# Аденозиндифосфат
Аденозиндифосфат (АДФ) — нуклеотид, состоящий из аденина, рибозы и двух остатков фосфорной кислоты. АДФ образуется в результате переноса концевой фосфатной группы Аденозинтрифосфата (АТФ). АДФ участвует в энергетическом обмене во всех живых организмах, из него образуется АТФ путём фосфорилирования с затратами энергии (субстратное фосфорилирование, окислительное фосфорилирование, или фотофосфорилирование при фотосинтезе):
АДФ + H3PO4 + энергия → АТФ + H2O.
Циклическое фосфорилирование АДФ и последующее использование АТФ в качестве источника энергии образуют процесс, составляющий суть энергетического обмена (катаболизма).